# Virus Tecno-orgánico
Un Virus Tecno-orgánico (virus T-O) es un virus ficticio que aparece en los cómics estadounidenses publicados por Marvel Comics. El virus T-O transforma material orgánico en material tecno-orgánico. El material tecno-orgánico se parece tanto a la maquinaria como a los tejidos vivos. Todas las células tecnoorgánicas funcionan como máquinas independientes y llevan tanto el virus como toda la información sobre sus portadores, incluidos los recuerdos y la apariencia. Esto permite que un ser tecno-orgánico dañado se reconstruya a sí mismo a partir de una sola célula.
Las variedades del Universo Marvel de este virus incluyen el Virus Transmodal portado por Technarchy y la Variante del Apocalipsis creada o descubierta por el supervillano ficticio Apocalipsis.

## Virus Transmodal
El virus Transmodal es utilizado por miembros de Technarchy para convertir a otros seres en seres tecno-orgánicos. La Tecnarquía puede entonces alimentarse de los seres infectados y drenar su energía (visible como luces que fluyen a través de la criatura infectada). Una vez que se ha agotado la energía, todo lo que queda de su presa son estatuas quebradizas. Si una criatura infectada no pierde su energía, se convierte en una Phalanx. Las criaturas infectadas por transmodal suelen ser negras y amarillas, aunque pueden cambiar de color.
El virus Transmodal es muy virulento. Puede transmitir a través del contacto con la piel (aunque un Technarch puede prevenir la transmisión) y transformará a una criatura en una criatura tecno-orgánica en segundos. Solo los mutantes tienen alguna resistencia al virus. Por ejemplo, Doug Ramsey estaba infectado con el virus, pero su infección solo progresó muy lentamente y no sabía que había sido infectado. Esto puede haber sido causado por su propia facilidad mutante con código de computadora que evita que el virus lo infecte al ritmo habitual, o un efecto secundario del hecho de que no estaba infectado de la manera habitual, sino que lo había contraído después de fusionar repetidamente su cuerpo y código genético con el del Technarch Warlock.
Una criatura infectada también adquiere la capacidad de cambiar de forma. Pueden recuperarse rápidamente cuando están dañados y pueden interactuar directamente con la maquinaria. Mientras que los Technarchs se alimentan drenando a otros seres tecno-orgánicos, los Phalanxes tienen la capacidad de absorber directamente materia (tanto orgánica como inorgánica).
Los Phalanx también experimentan una pérdida de individualidad, formando una mente en colmena con otros Phalanx y la necesidad de contactar con otra vida tecno-orgánica (una precaución de seguridad creada por Technarchy, que considera a Phalanx como una plaga y que los extermina cada vez que descubre ellos).
Muchos mutantes aparentemente son revividos pronto por una versión modificada del virus en el cruce de Necrosha por Selene y Eli Bard. Esos mutantes incluyen a Banshee, Caliban, Pyro, Cypher y los Hellions, que finalmente culminaron en que Bard usara el virus para resucitar a toda la población mutante fallecida de Genosha.

### Transportistas conocidos
- Todos los miembros de la Technarchy, incluidos Warlock y su padre Magus.
- Todos los miembros de Phalanx, incluidos Steven Lang y Cameron Hodge.
- Muchos demonios del Limbo, incluidos S'ym y N'astirh. La infección fue iniciada por Magus, que estaba cazando a su hijo.
- Cable, previamente infectado con la Variante de Apocalipsis, se ha curado a sí mismo. Desde Cable y Deadpool # 12, Cable vive en simbiosis con una Phalanx infantil. Desde Avengers: X-Sanction # 4, Cable también se purga de este virus y lo regenera nuevamente en forma humana por su hija Hope Summers.
- Hope, una joven amiga de Warlock. Si bien el virus tecno-orgánico no la afectó, ella no tenía control sobre el virus e infectaría a otros con el tacto. Hope podría incluso infectar material inorgánico, algo que el virus Transmodal suele ser incapaz de hacer.
- Paradigm, un mutante con tecnocinesis, que fue infectado por Phalanx. Es miembro del tercer grupo de Hellions.
- Donald Pierce, Reina Leprosa, Cameron Hodge, Steven Lang, Bolivar Trask, Graydon Creed y William Stryker; infectado por un descendiente de Magus cuya programación fue reescrita por Bastion.
- Eli Bard, un vampiro inmortal mutado que absorbió el virus de una descendencia de Magus.
- Ave de Trueno y toda su tribu ancestral Apache, resucitados e infectados por Eli Bard.
- Pyro, Ave de Trueno, Shinobi Shaw, Destiny, los Hellions originales, Berzerker, Stonewall, Hemingway, Banshee, Cypher, Darkstar, Rusty Collins, Risque, Super Sabre, Tower, Huracán, Spyne, Deadbolt, Feral, Spoor, Katu, Rem-Ram, Unus, Estático, Barnacle, Fabian Cortez, Marco Delgado, Mellencamp, Siena Blaze, Skin, Synch, Bolt y Negasonic Teenage Warhead; resucitado e infectado por Selene en su intento de convertirse en un dios durante la historia Necrosha.
- La totalidad de la población mutante fallecida de Genosha resucitó e infectada por Selene en su intento de convertirse en un dios durante la historia Necrosha.
- Red Hulk fue brevemente infectado con el virus por Cable, pero pudo curarse a sí mismo sobrecalentando su cuerpo y quemándolo de su sistema.
- Los X-Men Mirage, Magik, Wolfsbane, Karma y Strong Guy, quienes fueron parcialmente infectados de una manera 'considerada' cuando Warlock extendió su fuerza vital sobre cinco de sus amigos.[1] La infección de los primeros cuatro fue eliminada transfiriendo el virus a un engañado de Multiple Man, conocido como "Warlox".[2]

## Variante de Apocalipsis

### Características
Se creía que esta cepa de virus tecno-orgánico fue creada por Apocalipsis o descubierta por Apocalipsis a bordo de la Nave. En realidad, este virus fue creado por Mr. Siniestro como un medio para matar a Apocalipsis. Este intento falló debido a los inmensos poderes de Apocalipsis, y el virus cayó en manos de Apocalipsis. Más tarde, Apocalipsis usó el virus para infectar al bebé Cable. El virus tiene muchas similitudes con el virus Transmodal y los dos pueden estar estrechamente relacionados. La materia tecno-orgánica de este tipo suele aparecer como metal azul / gris.
Esta cepa de virus es menos virulenta que su contraparte, necesita el contacto con la sangre para transmitirse y, por lo general, tarda más tiempo en infectar a una persona, aunque puede tener breves ráfagas repentinas de actividad, durante las cuales se forman picos de materia tecno-orgánica a partir del enfermo. el cuerpo y las partes del cuerpo cambian de forma. Otra diferencia con el virus Transmodal es que la infección es muy dolorosa y puede incapacitar a una persona.
Los seres humanos infectados con este virus reciben una mayor fuerza y la capacidad de interactuar directamente con la maquinaria. Si bien el material infectado puede cambiar de forma, se desconoce si una persona completamente infectada es capaz de cambiar de forma (Apocalipsis puede, pero ya tenía este poder antes de ser infectado).

### Transportistas conocidos
- Apocalipsis, que fue infectado con la sangre tecno-orgánica de un Cable que viaja en el tiempo.
- Gaunt, un señor de la guerra del futuro. Llevaba una versión menos virulenta del virus tecno-orgánico, pero Cable lo infectó con la cepa más poderosa, paralizándolo de dolor. Gaunt fue asesinado poco después.
- Post, quien recibió una transfusión de sangre de Cable.
- Cable, que se curó a sí mismo en Cable # 100. Pero tuvo que combinar su Infección original con la de un embrión Phalanx Cable & Deadpool # 12, solo para volver de alguna manera a su forma resurgente en el camino. Eventualmente volviendo a la prominencia en Deadpool & Cable: Split Second # 6.
- Metus, un amigo de la infancia de Cable, que accidentalmente es infectado por Cable. Más tarde se purgó del virus y Cable lo llevó a ser criado en la Mansión X, y se reveló que Metus no había envejecido desde que se infectó.
- Red Hulk, quien fue infectado por Cable durante la saga X-Sanction. Logró "quemar" el virus generando una enorme cantidad de calor radiactivo durante las primeras etapas de la infección.

## Otras versiones
- En Exiles # 20-22, un equipo de héroes interdimensionales visitó un mundo que se había visto terriblemente afectado por un nuevo tipo de virus T-O. En esta realidad, Doug Ramsey se había enfermado con el Virus Legado, y su amigo Warlock estaba tratando de ayudarlo. Al tratar de curar a Doug, Warlock lo infectó con el virus T-O, pero los dos virus se combinaron y formaron una enfermedad nueva y mortal. Esta versión es capaz de infectar mutantes y la población de héroes del mundo fue rápidamente absorbida por la nueva raza de Vi-locks, liderada por Forja. Blink, la líder del equipo, también estaba infectada, pero la oportuna llegada de Odín y Aesir salvó el día. Algunos de los mejores científicos obtienen un suero de la sangre de los dioses nórdicos y combatió eficazmente la enfermedad.
- En la Era de Apocalipsis, Apocalipsis también creó un virus tecno-orgánico, uno capaz de asimilar tanto materiales orgánicos como tecnológicos, llegando a fusionar dos seres separados en un solo cuerpo. Este virus se utilizó para potenciar a los Reavers de Donald Pierce, un grupo de humanos infectados con T-O que sirven al régimen de Apocalipsis.